# Inuksuk

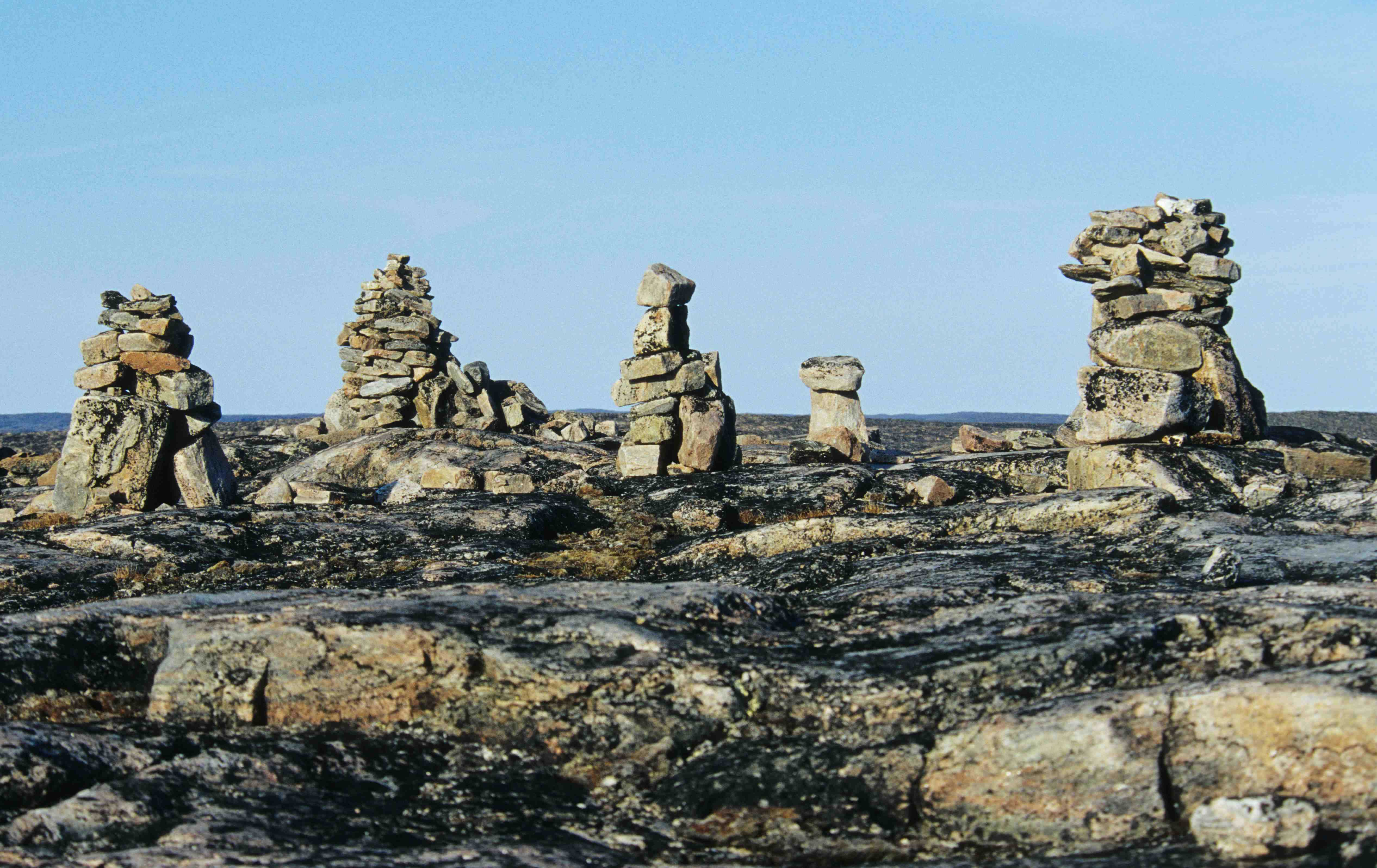
Inuksuk

Een inuksuk (meervoud inuksuit) is een richtingaanwijzer of mijlpaal, gemaakt van een stapel stenen die wordt gebruikt door Inuit uit het Canadese noordpoolgebied. De inuksuit spelen een belangrijke rol bij het navigeren over de toendra. 
Inuksuit variëren in vorm en afmetingen en vervullen een veelvoud aan functies. Het zijn symbolen met diepe wortels in de Inuitcultuur.

## Trivia

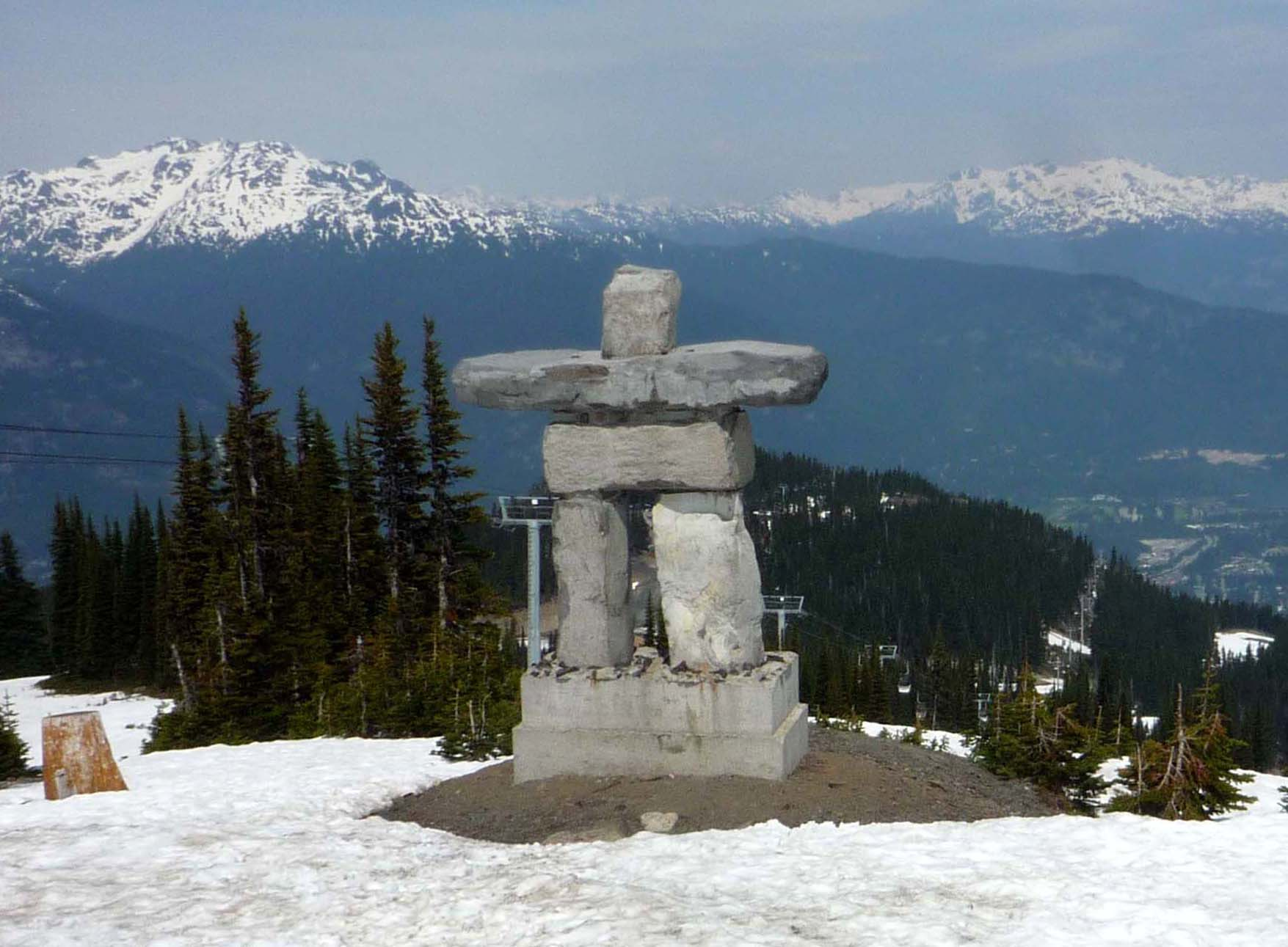
De Inuksuk waarop het logo van de Olympische Winterspelen van 2010 is gebaseerd

- Een inuksuk was het logo van de Olympische Winterspelen van 2010, die in het Canadese Vancouver gehouden werden. Het logo stelt een vereenvoudigde versie van een inuksuk voor, waarbij alle stenen een andere kleur hebben.